# Louis Jänecke
Louis Jänecke (geboren 26. Februar 1878 in Hannover; gestorben 20. November 1960 ebenda; vollständiger Name: Louis Heinrich Friedrich Jänecke) war ein deutscher Eisenbahn-Bauingenieur, Baubeamter und Hochschullehrer.

## Leben
Louis Jänecke wurde als jüngstes der fünf Kinder (Marie, Karl, Wilhelm, Ernst und Louis) des Hof- und Ziegeleibesitzers Georg Friedrich William Jänecke (1831–1908) und der Johanne Auguste Karoline, geb. Warnecke (1844–1904) geboren. 1904 schloss er sein Studium an der Technischen Hochschule Hannover mit dem akademischen Grad Dipl.-Ing. ab. 1905 erhielt er den Schinkelpreis. Nach seiner Ernennung zum Regierungsbaumeister (Assessor in der öffentlichen Bauverwaltung) im Jahr 1907 begab sich Jänecke auf verschiedene Studienreisen nach Südamerika. 1912 promovierte er in Hannover zum Dr.-Ing. mit einer Arbeit über „Brasiliens Außenhandel und seine Verkehrsverhältnisse unter besonderer Berücksichtigung der Beziehungen zu Deutschland“.

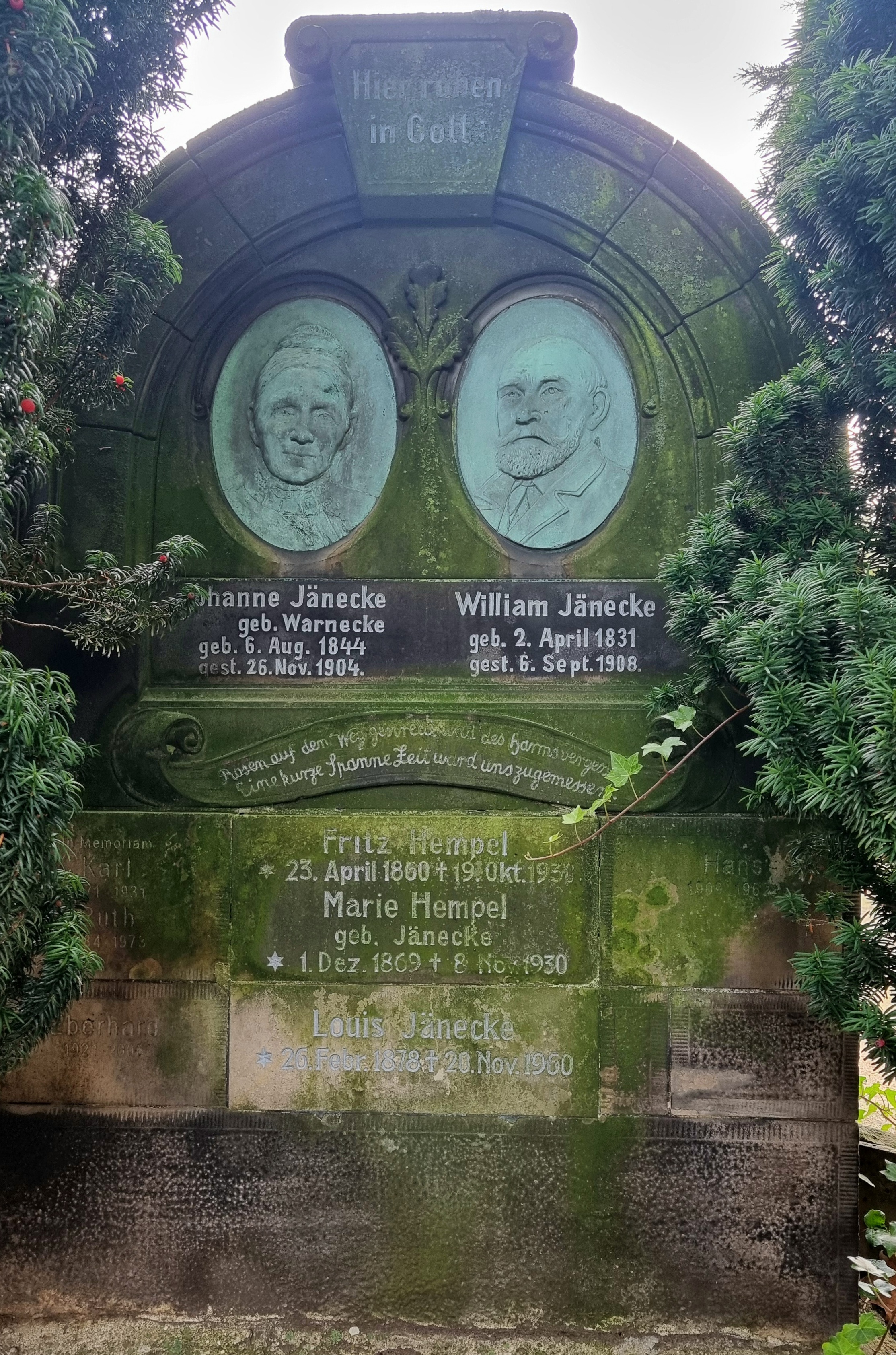
Familiengrab auf dem Neuen St. Nikolai-Friedhof;
mit den Porträtmedaillons der Eltern Johanne, geborene Warnecke, und William Jänecke

Nachdem Jänecke während des Ersten Weltkriegs von 1914 bis 1918 Dienst im deutschen Heer geleistet hatte, war er ab 1919 unter anderem in Magdeburg und Berlin tätig. An der Technischen Hochschule Breslau lehrte er von 1927 bis 1945 als ordentlicher Professor Eisenbahnwesen und Verkehrswesen am 1927 eingerichteten gleichnamigen Seminar. Er war 1928/29 Dekan der Fakultät für Bauwesen.
In der NS-Zeit beteiligte sich Jänecke an Raumplanungen für das oberschlesische Industriegebiet. Er leitete die Hochschularbeitsgemeinschaft für Raumforschung an der TH Breslau. Unter den Britischen Militärbehörden vertrat Louis Jänecke ab 1945 den Lehrstuhl für Verkehrspolitik, Städtebau und Eisenbahnwesen an der Technischen Hochschule Hannover. 1949 ging er in den Ruhestand, wurde jedoch von der Hochschule am 19. Juni 1950 zum Honorarprofessor ernannt.

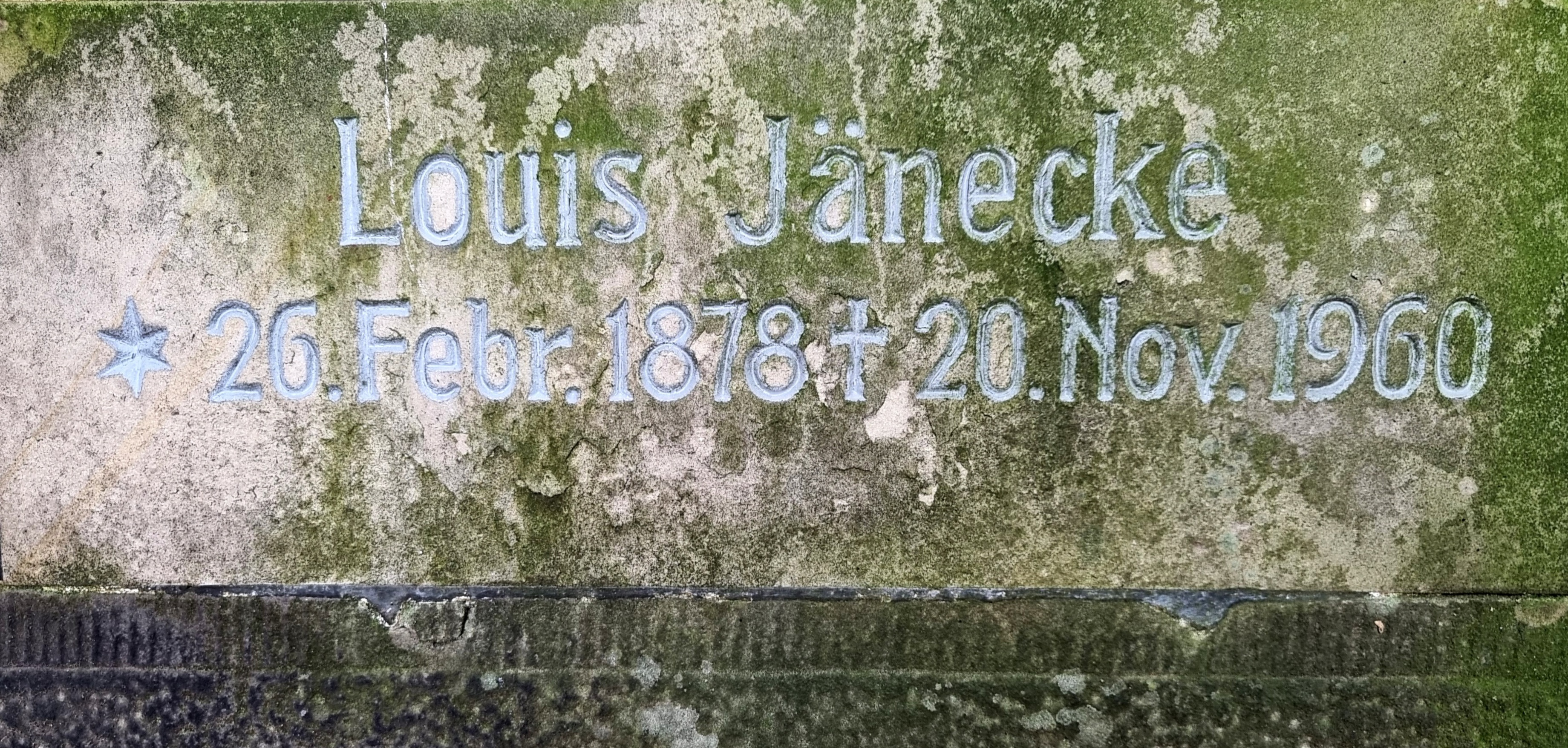
Grabinschrift für Louis Jänecke

Seit seinem Studium in Hannover war er Angehöriger des Corps Macaro-Visurgia.